# 10069 Fontenelle
10069 Fontenelle este o planetă minoră (asteroid), cu un diametru de 12,346 km, din centura de asteroizi. A fost descoperită pe 4 februarie 1989 la Observatorul European Austral de Eric Walter Elst și a fost numită după Bernard le Bovier de Fontenelle. 
Obiectul prezintă o orbită caracterizată de o semiaxă mare de 3,0015979 UAi, o excentricitate de 0,06, o înclinație de 9,01124 ° în raport cu ecliptica.